# Ugandapithecus
Ugandapithecus is een omstreden geslacht van uitgestorven mensachtige primaten dat bestond van 22 tot 14 miljoen jaar geleden tijdens het Mioceen. De naam werd in 2000 door Brigitte Senut en Martin Pickford gebruikt als aanduiding voor een geslacht primaten dat in Afrika voorkwam in het Vroeg- en Midden-Mioceen. Fossielen van dit geslacht zijn ongeveer 21 tot 14 miljoen jaar oud. Het onderscheid met het geslacht Proconsul, dat al in 1933 werd geïntroduceerd, is controversieel; de Paleobiology Database, gefinancierd door de National Science Foundation, vermeldt het geslacht Ugandapithecus alleen als een jonger synoniem van Proconsul. Fossiele resten zijn gevonden in Oost-Afrika, waaronder Kenia en Oeganda. Vier soorten zijn tot nu toe geclassificeerd. Er is gesuggereerd dat deze achtereenvolgens grotere soorten uit elkaar zijn geëvolueerd. Anderen beweren dat Ugandapithecus een subjectief synoniem is van Proconsul.

## Naamgeving
Ugandapithecus is een neologisme. De naam van het geslacht is afgeleid van de vindplaats van enkele fossielen in Oeganda en van het Griekse woord πίθηκος (Oudgrieks uitgesproken als píthēkos: 'aap'). Ugandapithecus betekent dus 'aap uit Oeganda'.

## Fossiele vondsten
Senut en Pickford selecteerden het fossiel BMNH M 16648, tot dan toe het holotype van Proconsul major, als het holotype van het geslacht en tegelijkertijd van de typesoort Ugandapithecus major. Als gevolg daarvan werd een groot aantal fossielen die eerder als Proconsul werden aangeduid, door Senut en Pickford nu als Ugandapithecus aangeduid. Senut en Pickford erkenden zelf in 2009 dat talloze andere onderzoekers deze herbenoemingen verwierpen.
Zo gebruikten de auteurs van de eerste beschrijving van Chororapithecus in 2007 de geslachtsnaam Ugandapithecus alleen tussen aanhalingstekens, en in 2009 werden de fossielen van de Meswa Bridge-vindplaats, een opgravingsgebied in westelijk Kenia, die al sinds 1981 wetenschappelijk waren beschreven, door Terry Harrison en Peter Andrews Proconsul meswae genoemd omdat geen van beide auteurs het geslacht Ugandapithecus als geldig erkende. Echter, in een gedetailleerd antwoord aan hun critici en na het beoordelen van alle beschikbare fossielen van Proconsul, bevestigden Senut en Pickford in 2009 opnieuw hun afwijkende sortering en naamgeving van de fossielen en definieerden de volgende soorten van het geslacht Ugandapithecus:
- Ugandapithecus meswae, 21,5 - 19 miljoen jaar geleden (voorheen Proconsul meswae)
- Ugandapithecus legetetensis, 20 – 19 miljoen jaar geleden
- Ugandapithecus major, 19 – 18 miljoen jaar geleden (voorheen Proconsul major)
- Ugandapithecus gitongai, ca. 14,5 miljoen jaar geleden

Ugandapithecus legetetensis werd gepresenteerd als een aanvullende soort, ondersteund door het holotype KNM LG 452, een onderkaak met hoektanden en kiezen die aan beide zijden bewaard zijn gebleven, en door andere fossielen van verschillende vindplaatsen in Kenia (waaronder Legetet, waarnaar het epitheton verwijst). De als holotype geselecteerde onderkaak was tot dan toe door andere onderzoekers toegewezen aan Proconsul major. Het geslacht Proconsul blijft over met alleen Proconsul africanus en Proconsul heseloni onder deze voorgestelde namen.
Senut en Pickford concludeerden verder in 2009 dat er waarschijnlijk een evolutionaire ontwikkeling binnen het geslacht Ugandapithecus heeft plaatsgevonden, leidend van de relatief kleine Ugandapithecus meswae naar de middelgrote Ugandapithecus legetetensis naar Ugandapithecus major en uiteindelijk naar de relatief grote Ugandapithecus gitongai. Hieruit volgt mogelijk een afstamming naar Chororapithecus, Samburupithecus en Nakalipithecus. In 2011 vermoedden ze dat deze soort dicht bij de laatste gemeenschappelijke voorouder van de mensapen stond, op basis van een bovenkaak die werd toegeschreven aan Ugandapithecus major.
Tussen 2010 en 2020 werden nog veel meer fossielen gevonden in het district Napak in het noorden van Oeganda: 93 tanden, waarvan sommige samen met fragmenten van een bovenkaak of onderkaak. De oudere exemplaren uit het Vroeg-Mioceen werden toegeschreven aan Ugandapithecus legetetensis en Ugandapithecus major, de jongere uit het Midden-Mioceen aan Afropithecus turkanensis. In een uitgebreid overzicht vonden Pickford en Senut dat deze extra vondsten hun standpunt bevestigden dat de kenmerken van de bovenkaaktanden van Proconsul africanus (de typesoort van Proconsul) in het bijzonder, en de twee Ugandapithecus soorten voldoende verschillend waren dat het gepast was om de vondsten uit Napak als Ugandapithecus te onderscheiden van de fossielen van Proconsul africanus uit het Victoriameer op geslachtsniveau.